# Vaccinioideae
Vaccinioideae es una subfamilia de plantas perteneciente a la familia Ericaceae. Incluye las siguientes tribus y géneros:

## Tribus y géneros
- Tribu: Andromedeae
  - Géneros: Andromeda - Zenobia
- Tribu: Gaultherieae
  - Géneros: Chamaedaphne - Diplycosia - Gaultheria - Leucothoe - Pernettya - Pernettyopsis - Tepuia
- Tribu: Lyonieae
  - Géneros: Agarista - Craibiodendron - Lyonia - Pieris
- Tribu: Oxydendreae
  - Géneros: Oxydendrum
- Tribu: Vaccinieae
  - Géneros: Agapetes - Anthopteropsis - Anthopterus - Calopteryx - Cavendishia - Ceratostema - Costera - Demosthenesia - Didonica - Dimorphanthera - Diogenesia - Disterigma - Gaylussacia - Gonocalyx - Macleania - Mycerinus - Notopora - Oreanthes - Orthaea - Pellegrinia - Plutarchia - Polyclita - Psammisia - Rusbya - Satyria - Semiramisia - Siphonandra - Sphyrospermum - Symphysia - Themistoclesia - Thibaudia - Utleya - Vaccinium